# Ophir Award/Beste Hauptdarstellerin

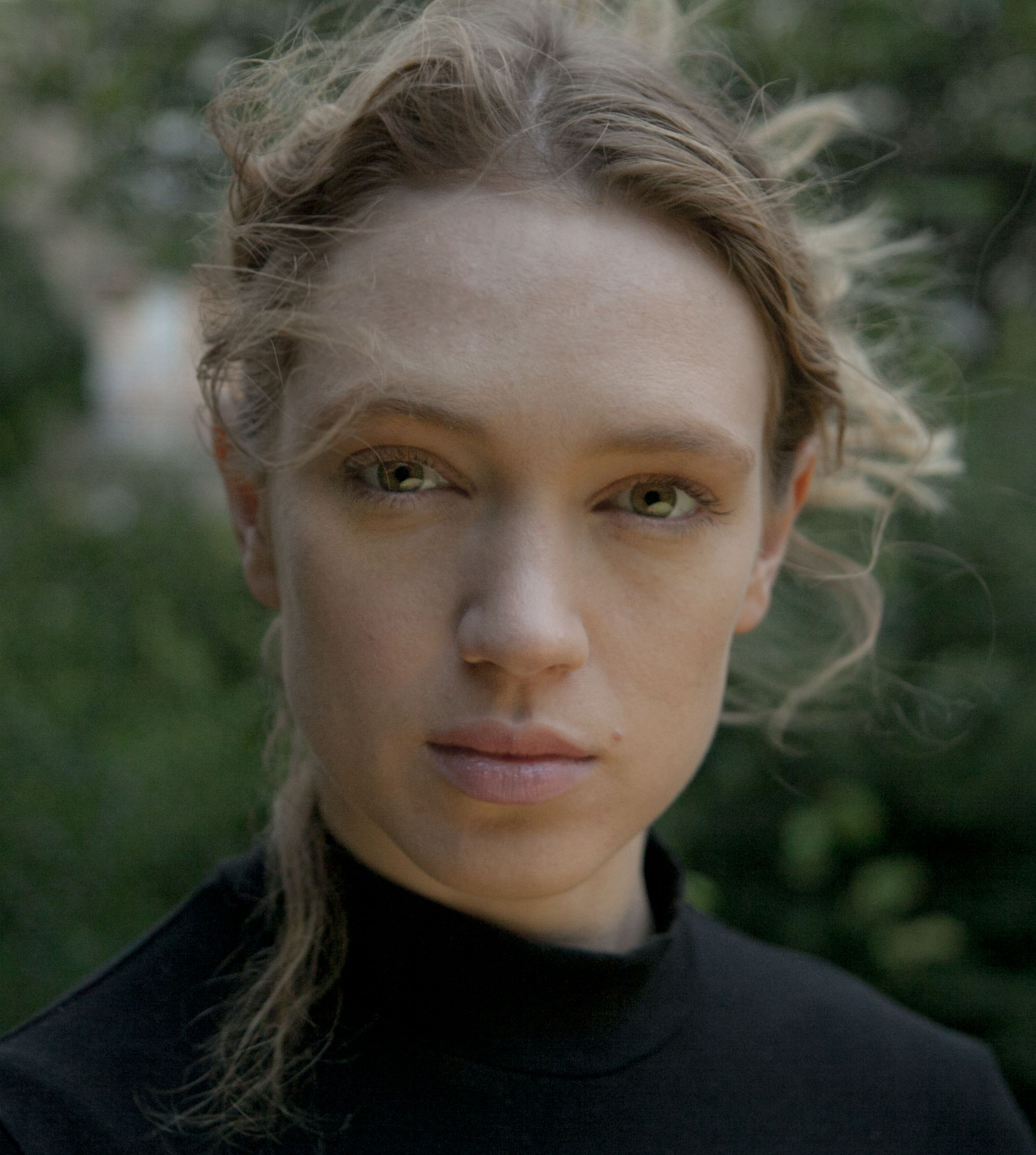
Alena Yiv, Gewinnerin 2020

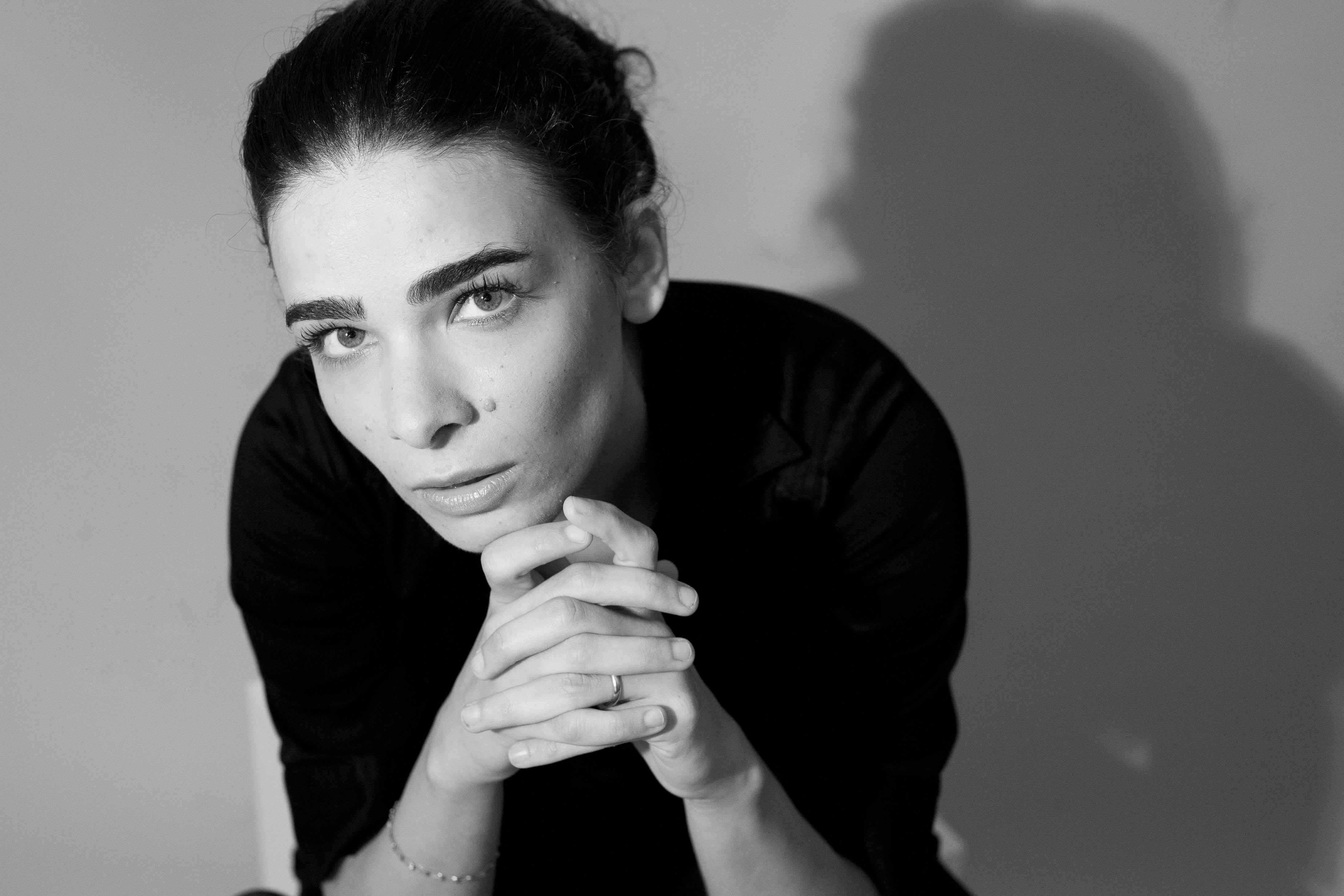
Liron Ben-Shlush, Gewinnerin 2019

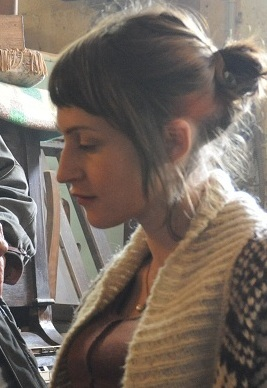
Sarah Adler, Gewinnerin 2018

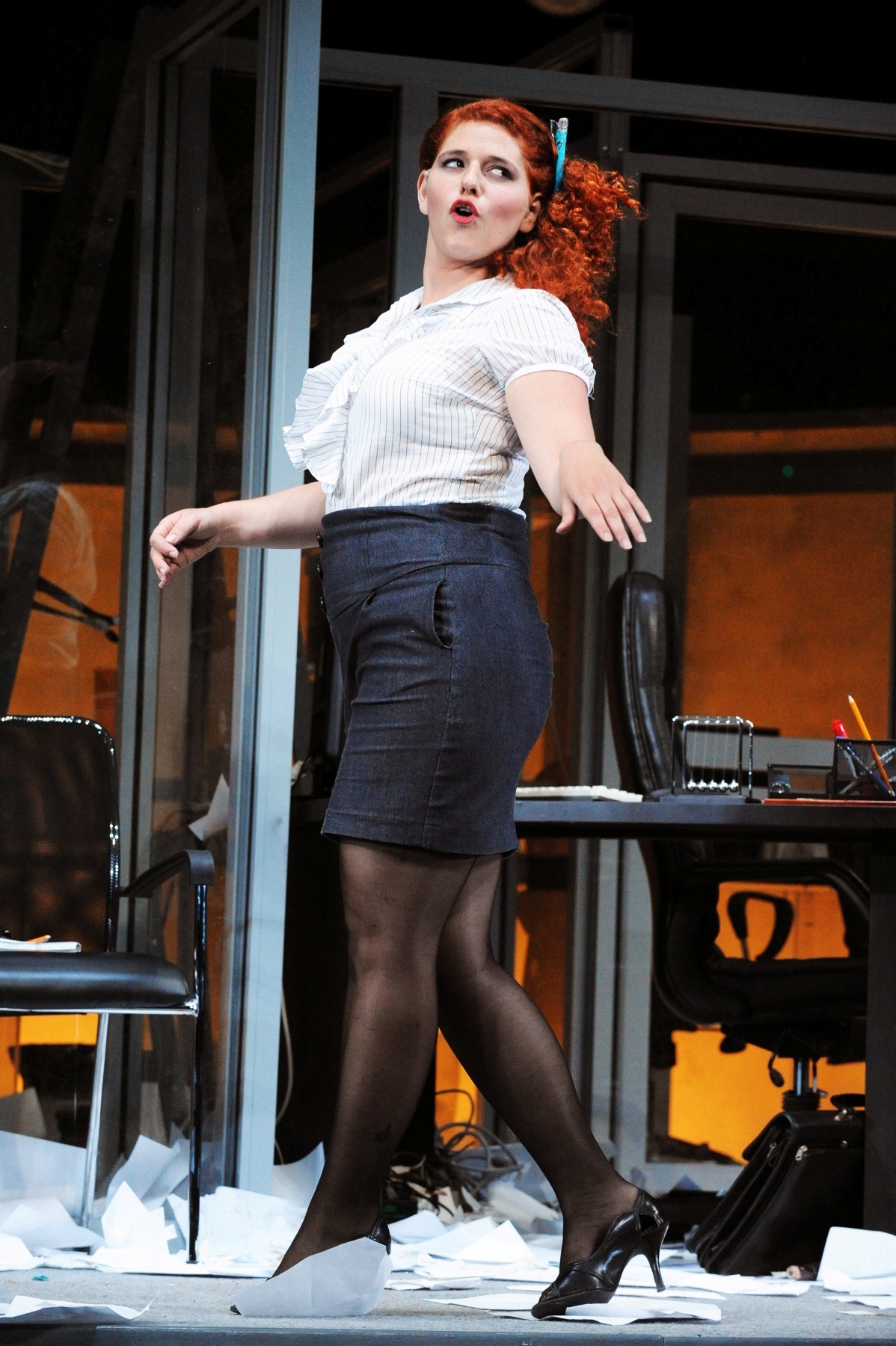
Noa Kooler, Gewinnerin 2016

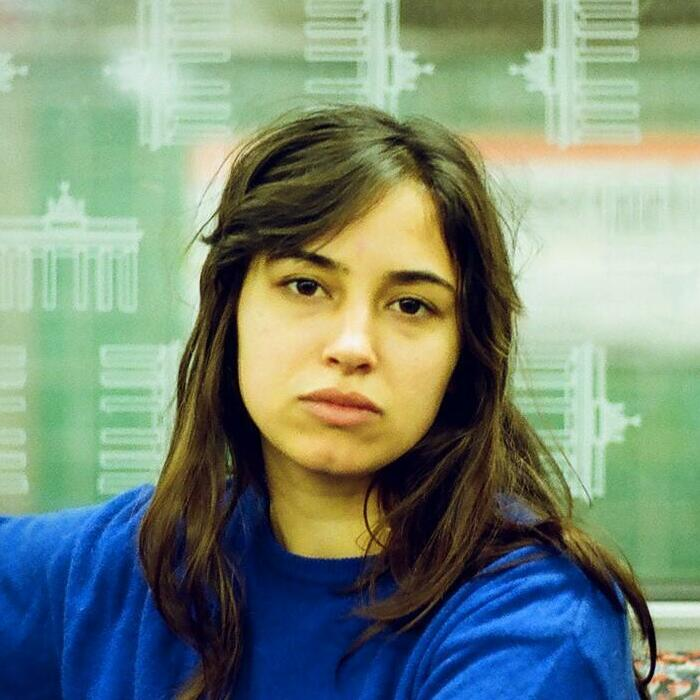
Moran Rosenblatt, Gewinnerin 2015

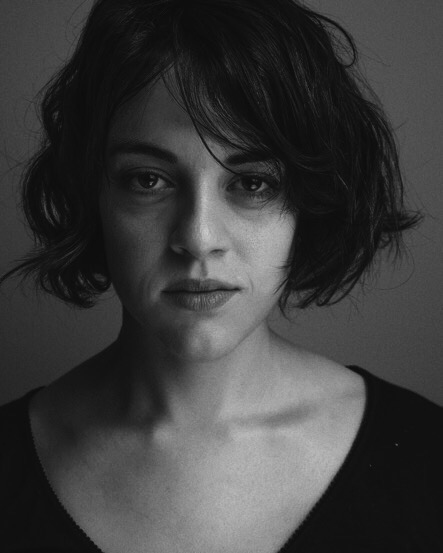
Sivan Levy, Gewinnerin 2013

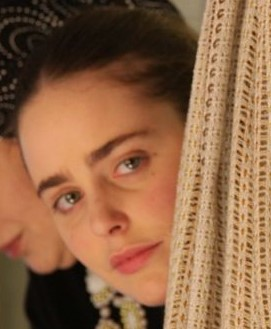
Hadas Yaron, Gewinnerin 2012

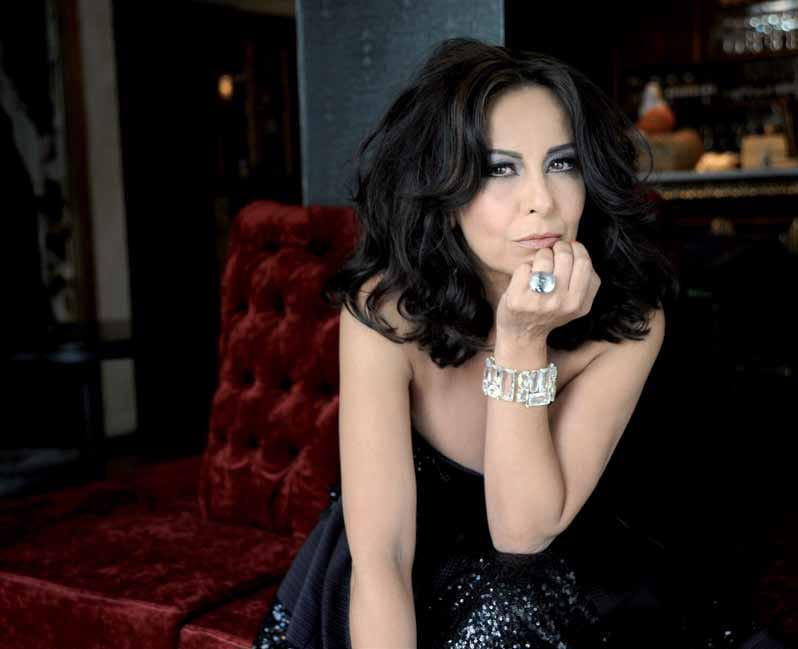
Evelin Hagoel, Gewinnerin 2011

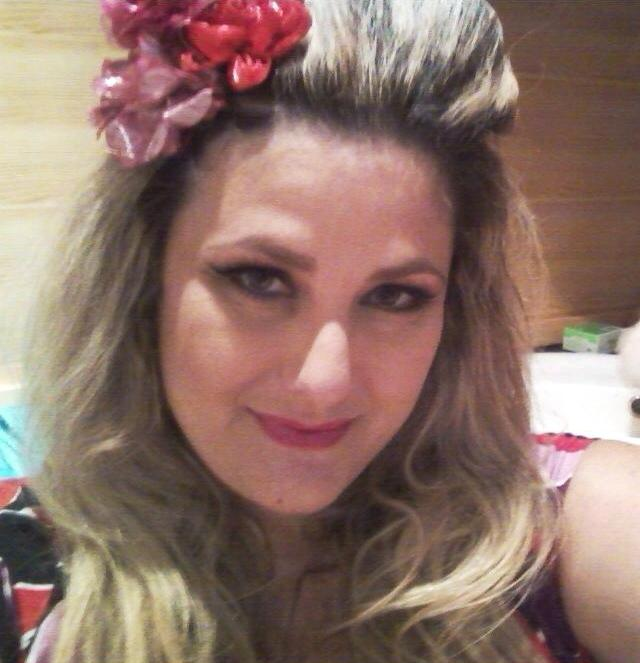
Irit Kaplan, Gewinnerin 2009

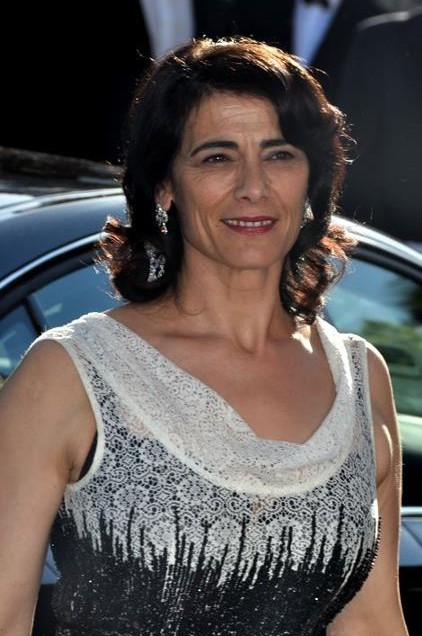
Hiam Abbass, Gewinnerin 2008

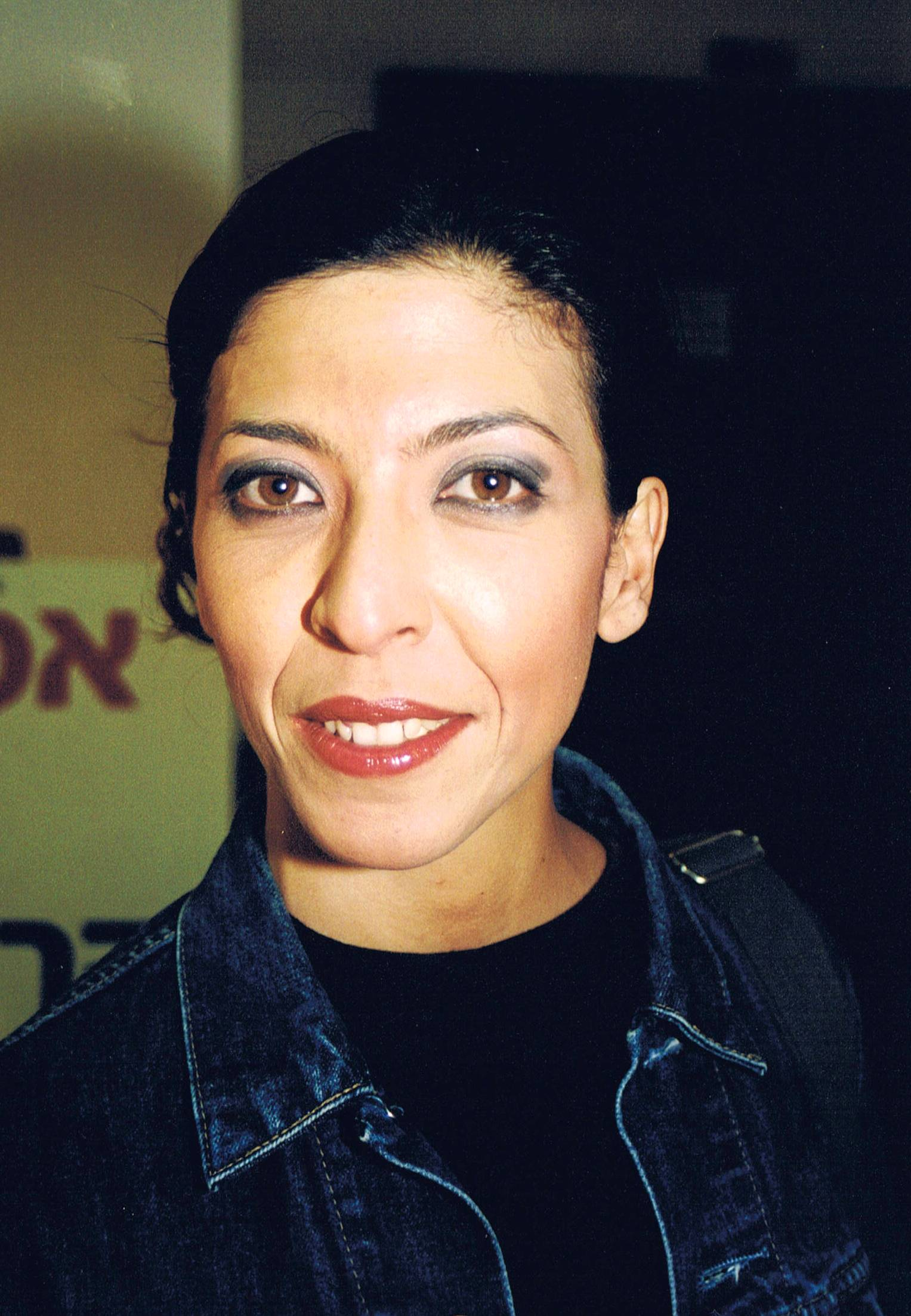
Assi Levy, Gewinnerin 2006

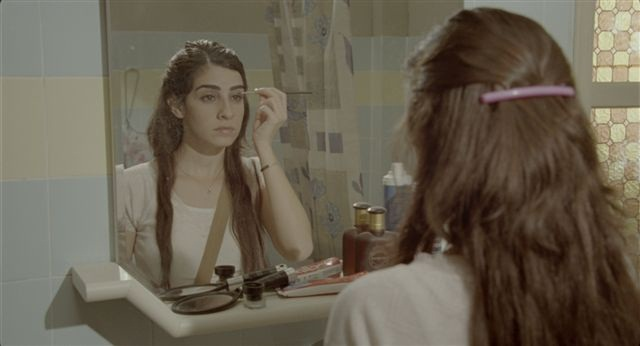
Dana Ivgy, Gewinnerin 2004, 2014

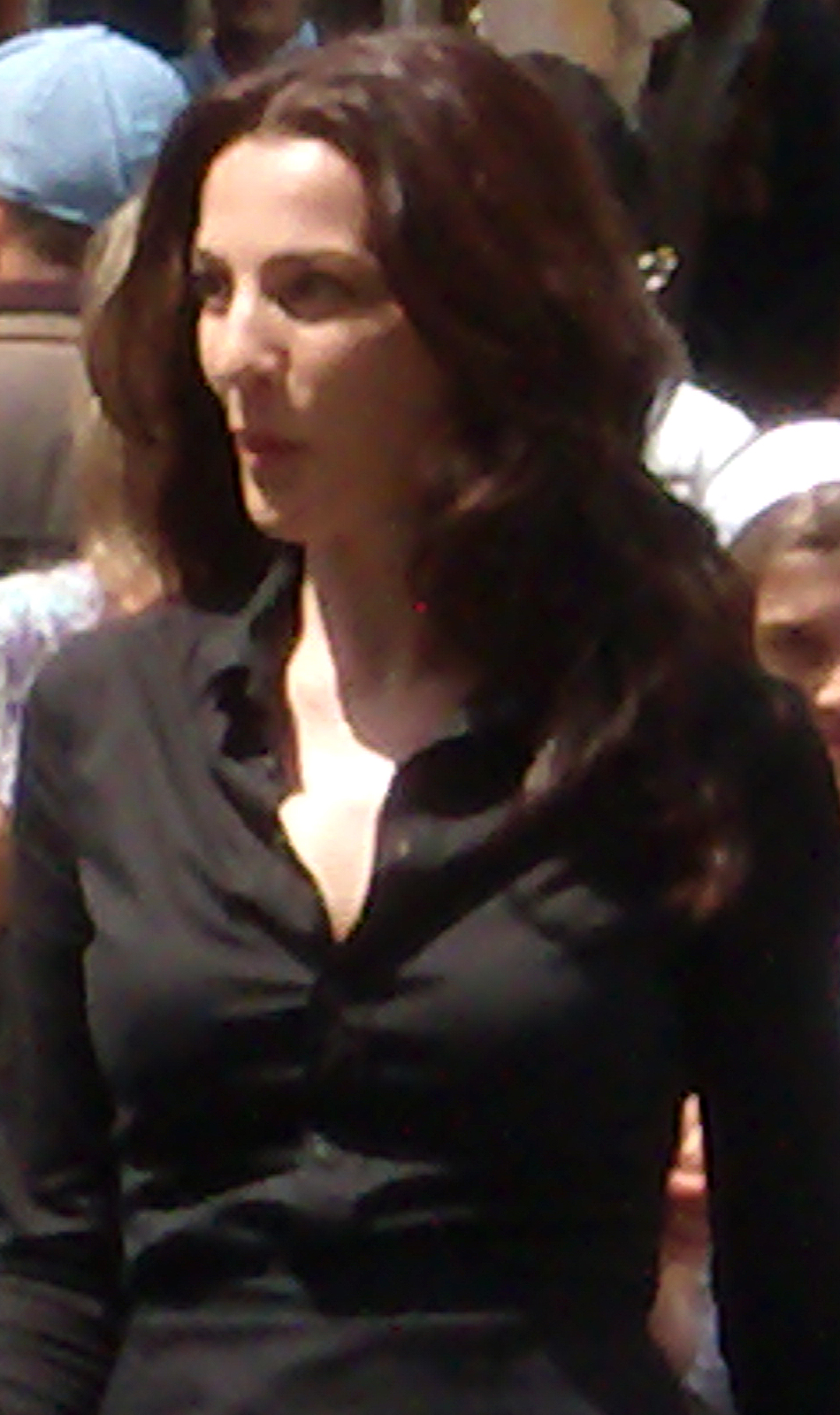
Ayelet Zurer, Gewinnerin 2003

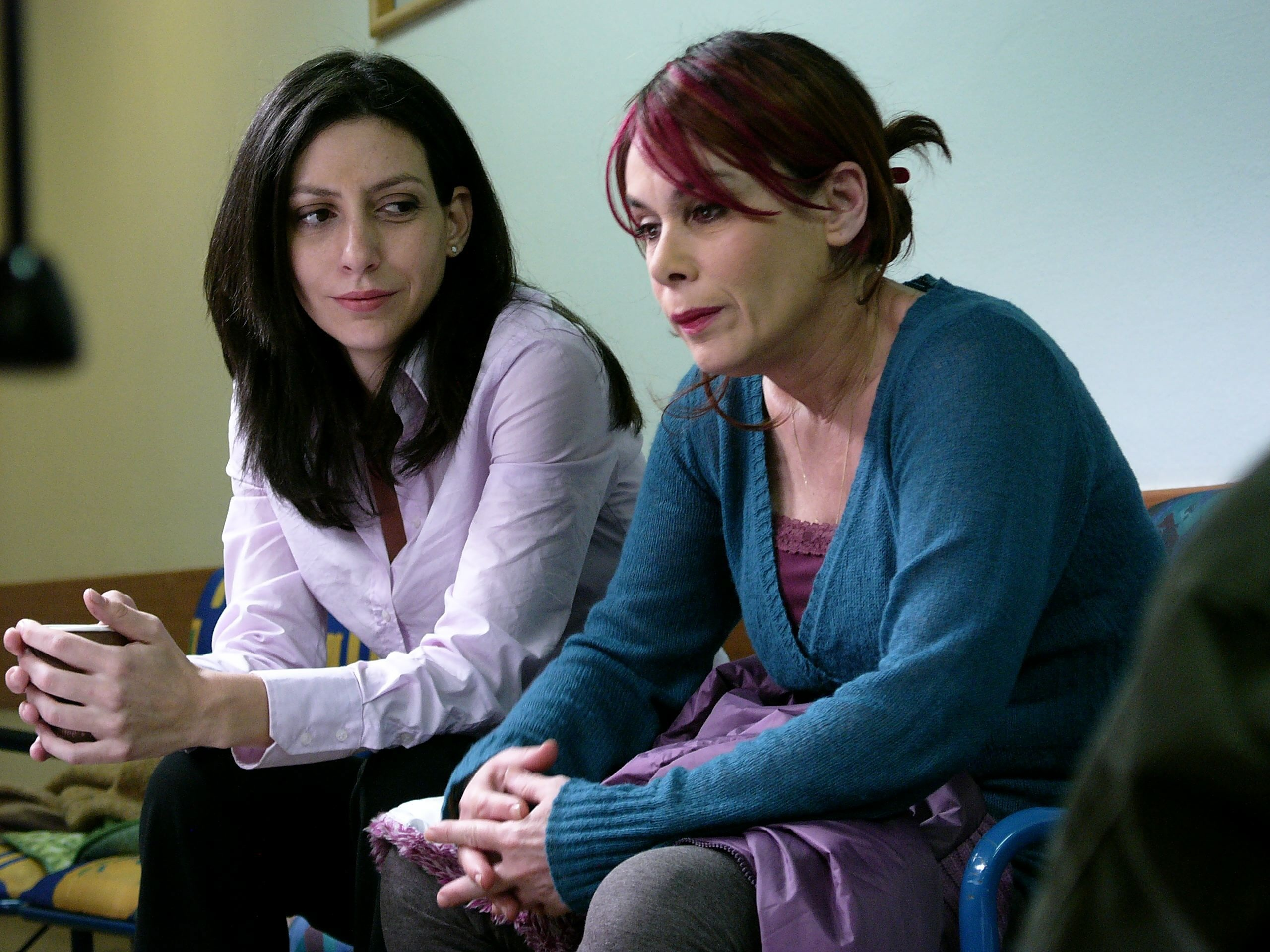
Orly Silbersatz (rechts) Gewinnerin 2002 und Reymond Amsalem (links) Gewinnerin 2023

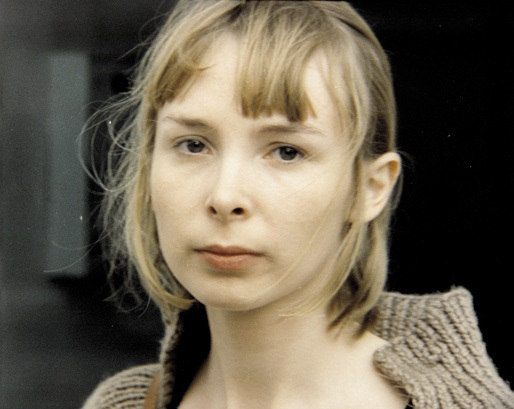
Evelyn Kaplun, Gewinnerin 1999

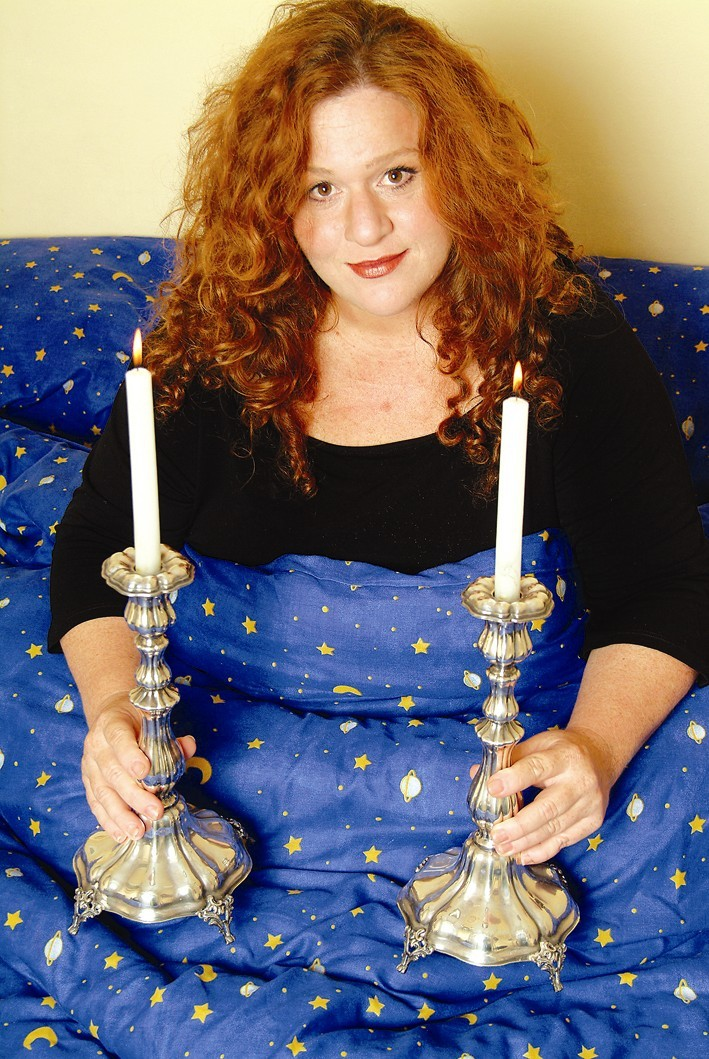
Esti Zakheim, Gewinnerin 1997

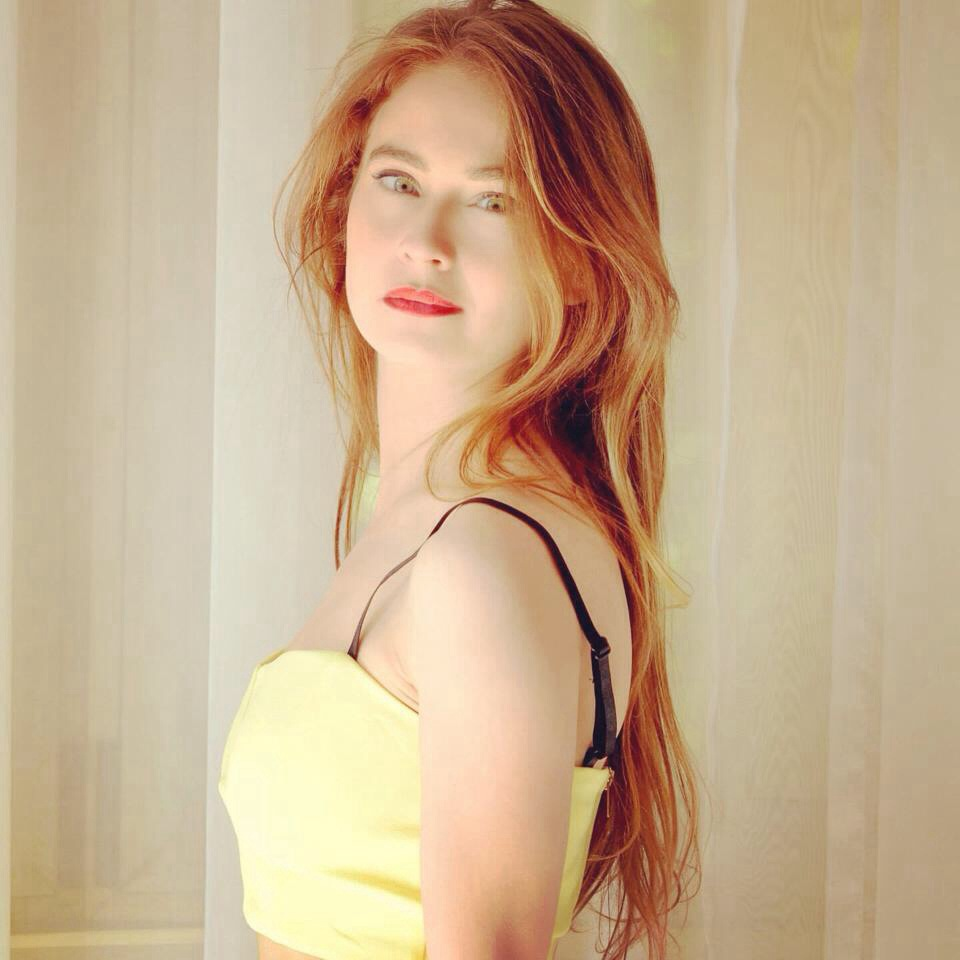
Lucy Dubinchik, Gewinnerin 1996

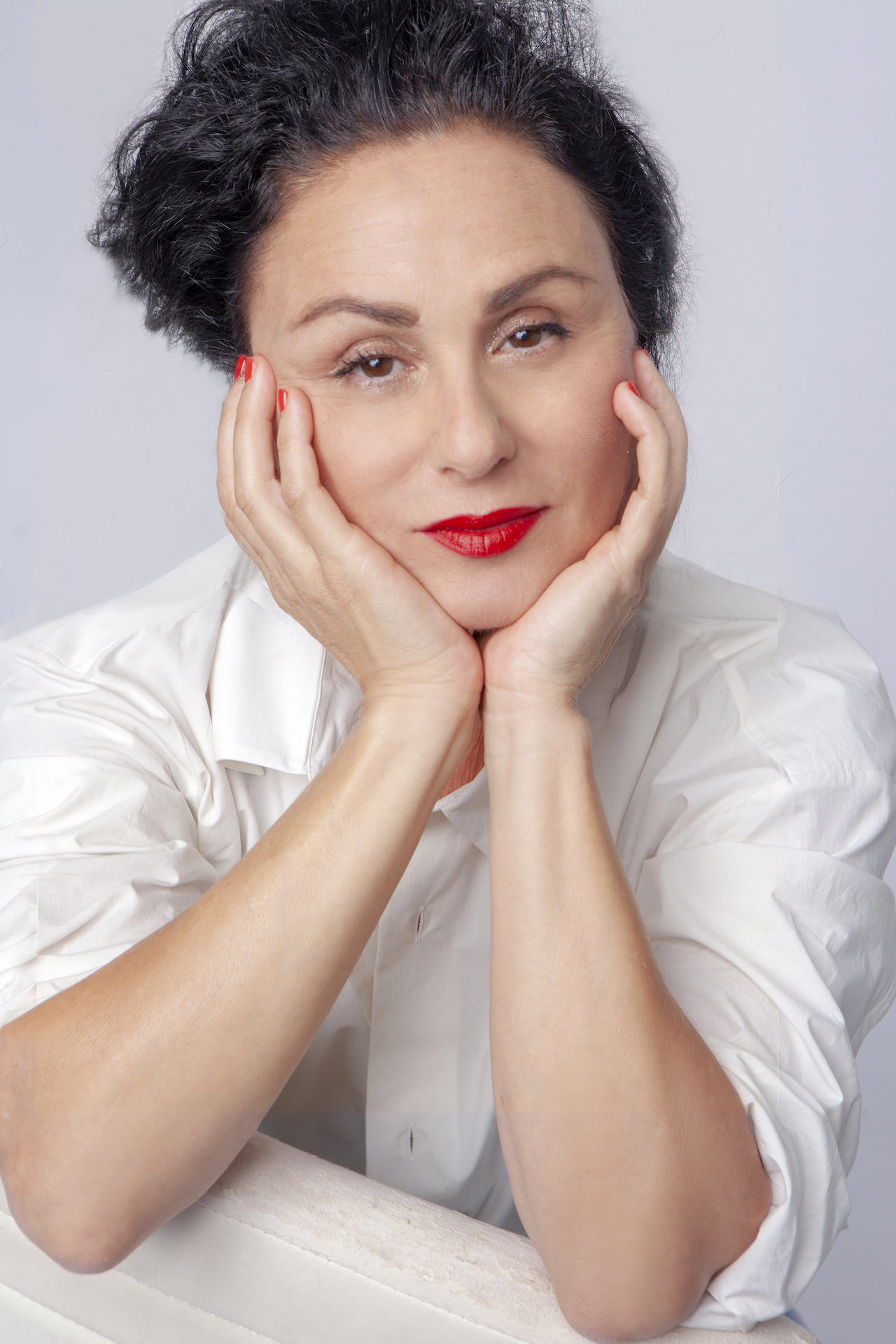
Hana Azoulay-Hasfari, Gewinnerin 1995

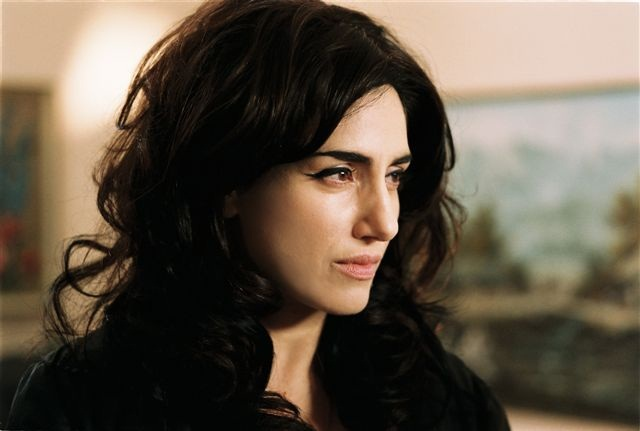
Ronit Elkkabetz, Gewinnerin 1994, 2001, 2007

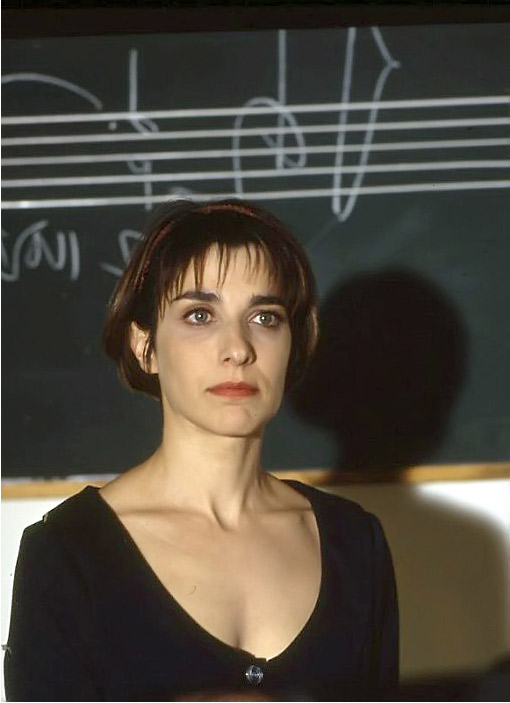
Hagit Dasberg, Gewinnerin 1993

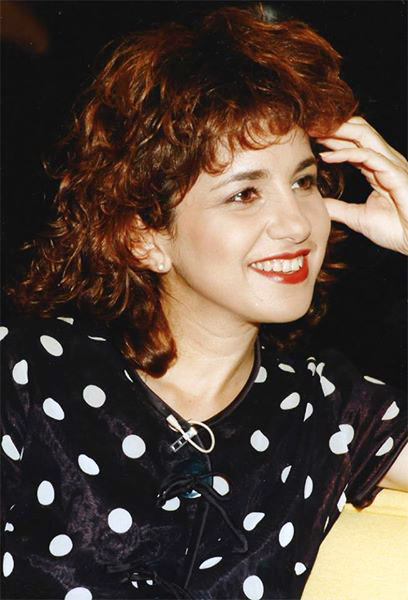
Anat Waxman, Gewinnerin 1992

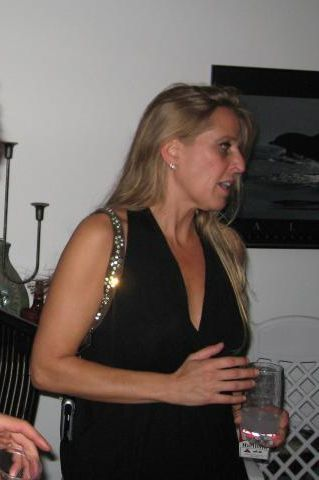
Dafna Rechter, Gewinnerin 1991, 1998

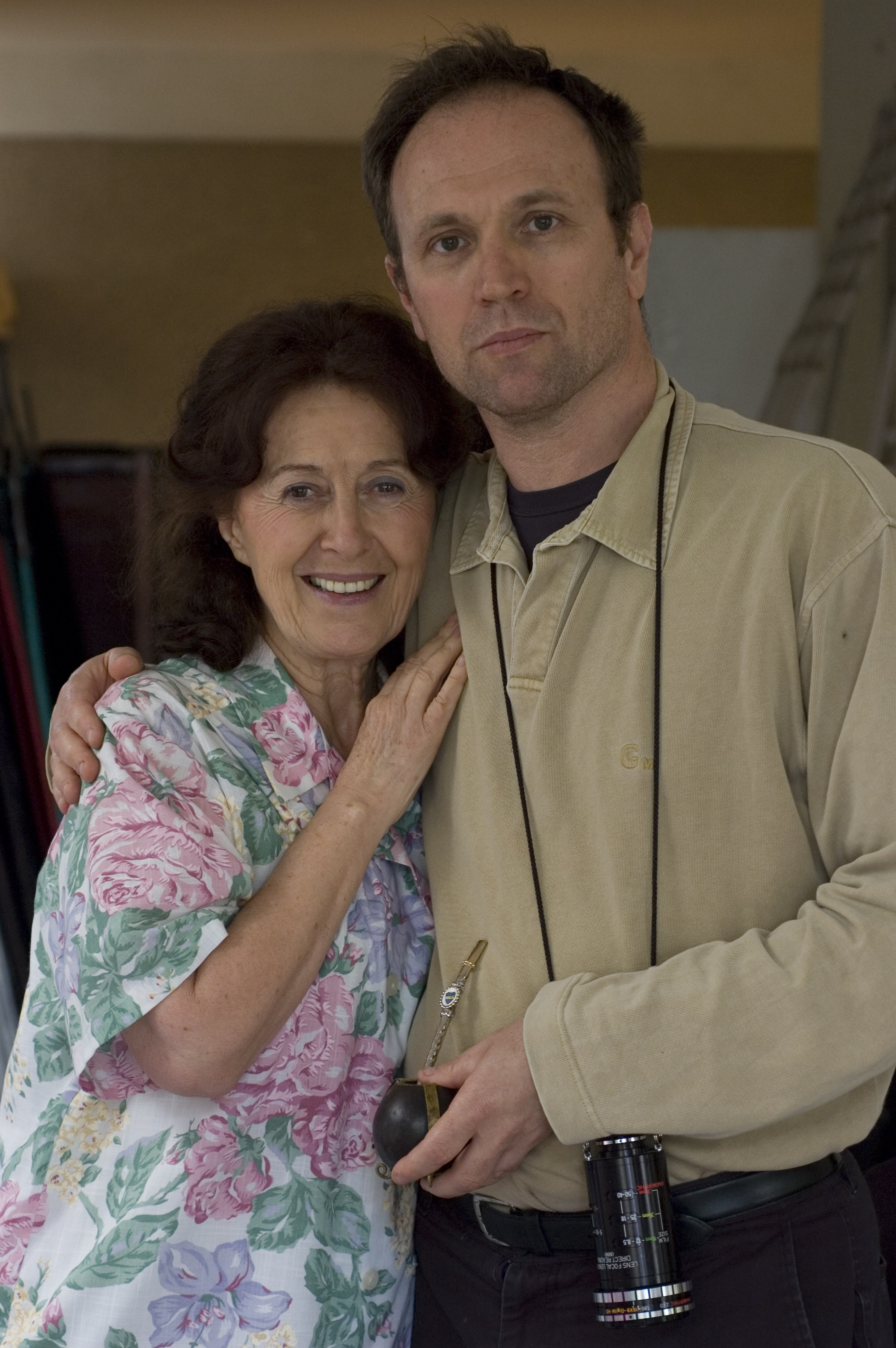
Rita Zohar, Gewinnerin 1990

Ophir Award: Beste Hauptdarstellerin
Gewinner des israelischen Filmpreises Ophir in der Kategorie Bester Hauptdarstellerin (השחקנית הראשית הטובה ביותר). Die Israelische Filmakademie (האקדמיה הישראלית לקולנוע וטלוויזיה) vergibt den Preis seit 1990 alljährlich als Auszeichnung für die besten Filmproduktionen und Filmschaffenden vier Monate vor der Verkündung der Oscar-Nominierungen.

## Preisträgerinnen
| Jahr | Preisträgerin         | Film                                | Internationaler Titel          | Deutscher Titel                            |
| ---- | --------------------- | ----------------------------------- | ------------------------------ | ------------------------------------------ |
| 1990 | Rita Zohar            | Ahavata Ha'ahronah Shel Laura Adler | Laura Adler's last love affair |                                            |
| 1991 | Dafna Rechter         | Me'ever Layam                       | Beyond the sea                 | Over the Ocean                             |
| 1992 | Anat Waxman           | Sipurei Tel-Aviv                    |                                |                                            |
| 1993 | Hagit Dasberg         | Golem Ba'Maagal                     |                                | Schlußkonzert                              |
| 1994 | Ronit Elkabetz        | Sh'Chur                             | Sh'Chur                        |                                            |
| 1995 | Hana Azoulay-Hasfari  | Hole Ahava B'Shikun Gimel           |                                |                                            |
| 1996 | Lucy Dubinchik        | Clara haKedoscha                    | Saint Clara                    | Saint Clara                                |
| 1997 | Esti Zakheim          | Afula Express                       | Pick a card                    |                                            |
| 1998 | Dafna Rechter         | Kesher Ir                           | Urban Feel                     |                                            |
| 1999 | Evelyn Kaplun         | Ha-Chaverim Shel Yana               | Yana's Friends                 | Yanas Freunde                              |
| 2000 | Tinkerbell            | Ha-Hesder                           |                                |                                            |
| 2001 | Ronit Elkabetz        | Hatuna Meuheret                     | Late Marriage                  | Hochzeit wider Willen                      |
| 2002 | Orly Silbersatz Banai | Knafayim Shvurot                    | Broken wings                   | Broken Wings                               |
| 2003 | Ayelet Zurer          | Ha-Asonot Shel Nina                 | Nina's Tragedies               |                                            |
| 2004 | Dana Ivgy             | Or                                  | Or (My Treasure)               | Eine Tochter                               |
| 2005 | Sigalit Fuchs         | Muchrachim Lehiyot Same'ach         | Joy                            |                                            |
| 2006 | Assi Levy             | Aviva Ahuvati                       | Aviva, My Love                 |                                            |
| 2007 | Ronit Elkabetz        | Bikur Ha-Tizmoret                   | The Band’s Visit               | Die Band von Nebenan                       |
| 2008 | Hiam Abbass           | Lemon Tree                          | Lemon Tree                     | Lemon Tree                                 |
| 2009 | Irit Kaplan           | A Matter of Size                    | A Matter of Size               | Sumo – Eine Frage der Größe                |
| 2010 | Maya Dagan            | Paam Hayiti                         |                                | Ein Sommer in Haifa                        |
| 2011 | Evelin Hagoel         | Ahoti hayafa                        | My Lovely Sister               |                                            |
| 2012 | Hadas Yaron           | Lemale et ha'ḥalal                  | Fill the Void                  |                                            |
| 2013 | Sivan Levy            | Shesh Peamim                        |                                |                                            |
| 2014 | Dana Ivgy             | Efes beyahasei enosh                | Efes beyahasei enosh           | Null Motivation – Willkommen in der Armee! |
| 2015 | Moran Rosenblatt      | Hatuna MeNiyar                      |                                |                                            |
| 2016 | Noa Kooler            | Laavor et hakir                     | The wedding plan               | Eine, die sich traut                       |
| 2017 | Shaden Kanboura       | Bar Bahar                           | Bar Bahar                      | Bar Bahar (Erde und Meer)                  |
| 2018 | Sarah Adler           | HaOfe MeBerlin                      | The Cakemaker                  | The Cakemaker                              |
| 2019 | Liron Ben-Shlush      | Isha Ovedet                         |                                |                                            |
| 2020 | Alena Yiv             | Asia                                | Asia                           | Asia                                       |
| 2021 | Juna Suleiman         | Vayehi Boker                        | Let It Be Morning              |                                            |
| 2022 | Rita Shukrun          | Karaoke                             |                                |                                            |
| 2023 | Reymond Amsalem       | Sheva Brachot                       |                                |                                            |

## Nominierungen

### 1994–1999
1994
Ronit Elkabetz – Sh'Chur
Dalit Kahan – Das Lied der Sirene (Shirat Ha'Sirena)
Rivka Neumann – Smicha Hashmalit Ushma Moshe
1995
Hana Azoulay-Hasfari – Hole Ahava B'Shikun Gimel
1996
Lucy Dubinchik – Saint Clara (Clara haKedoscha)
1997
Esti Zakheim – Afula Express
Ayelet Zurer – Ha-Dybbuk B'sde Hatapuchim Hakdoshim
Shira Geffen – Mar Baum
Jenya Dodina – Gentila
Mili Avital – Minotaur
1998
Dafna Rechter – Kesher Ir
Gila Almagor – Dangerous Acts
Romi Aboulafia – Sodot Mishpacha
Evgenia Dodina – Zirkus Palestina (Kirkas Palestina)
Michal Zoharetz – Ahava Mimabat Sheni
1999
Evelyn Kaplun – Yanas Freunde (Ha-Chaverim Shel Yana)
Orna Porat – Shkarim Levanim
Orly Ben-Garti – Tzur Hadassim
Yaël Abecassis – Kadosh

### 2000–2009
2000
Tinkerbell – Ha-Hesder
Tinkerbell – Haboleshet Hokeret
Osnat Fishman – Haboleshet Hokeret
Yona Elian – Kikar Ha-Halomot
Yael Hadar – Mars Turkey
2001
Ronit Elkabetz – Hochzeit wider Willen (Hatuna Meuheret)
Jenya Dodina – Made in Israel
Ayelet Zurer – Ish HaHashmal
Meital Dohan – Girafot
2002
Orly Silbersatz – Broken Wings (Knafayim Shvurot)
Meital Dohan – Tahara
Gisele Silver – Hochmat HaBeygale
Gisele Silver – Beitar Provence
Raymonde Abecassis – The Barbecue People (Ha-Mangalistim)
2003
Ayelet Zurer – Ha-Asonot Shel Nina
Esti Zakheim – Ha-Kochavim Shel Shlomi
Tikva Dayan – Sima Vaknin Machshefa
Ronit Yudkevitz – Matana MiShamayim
Elisheva Michaeli – Sipuray Bate Kafe'
2004
Dana Ivgy – Eine Tochter (Or)
Michaela Eshet – Medurat Hashevet
Neta Garty – Sof Ha'Olam Smola
Hiam Abbass – Die syrische Braut (Ha-Kala Ha-Surit)
Ronit Elkabetz – Getrennte Wege (Ve'Lakhta Lehe Isha)
2005
Sigalit Fuchs – Muchrachim Lehiyot Same'ach
Tinkerbell – Bekarov, Yikre Lekha Mashehu Tov
Evelyn Kaplun – Willkommen in Israel (Eize Makom Nifla)
Tali Sharon – Lemarit Ain
Hana Laszlo – Free Zone
2006
Assi Levy – Aviva Ahuvati
Anat Klausner – Yamim Kfuim
Gila Almagor – Tied Hands
Ronit Yudkevitz – Sweet Mud – Im Himmel gefangen (Adama Meshuga'at)
Bar Belfer – Mishehu Larutz Ito
2007
Ronit Elkabetz  – Die Band von nebenan (Bikur Ha-Tizmoret)
Sarah Adler – Jellyfish – Vom Meer getragen (Meduzot)
Keren Mor – Foul Gesture (Tnu'a Meguna)
Mili Avital – Noodle
Ania Bukstein – The Secrets (Ha-Sodot)
2008
Hiam Abbass – Lemon Tree
Yaël Abecassis – Comme ton père
Orly Silbersatz – Lost Islands (Iim avudim)
Hana Azoulay-Hasfari – Shiva
Ronit Elkabetz – Shiva
2009
Irit Kaplan – Sumo – Eine Frage der Größe (A Matter of Size)
Dana Ivgy – Haiu Leilot
Dana Ivgy – Jaffa
Rita Zohar – Mrs. Moskowitz and the Cats
Reymond Amsalem – Sieben Minuten im Himmel (Sheva dakot be gan eden)

### 2010–2019
2010
Maya Dagan – Ein Sommer in Haifa (Paam Hayiti)
Liron Ben-Shlush – Maya
Ronit Elkabetz – Mabul
Orly Silbersatz – Hadikduk HaPnimi
Hila Feldman – ...Be yom hashlishi
2011
Evelin Hagoel – My Lovely Sister (Ahoti hayafa)
Hagar Ben-Asher – The Slut (Ha-Notenet)
Keren Berger – 2 Night
Batia Bar – Emek Tiferet
Chen Yanni – Melting Away (Names Ba-geshem)
2012
Hadas Yaron – An ihrer Stelle (Lemale et ha'ḥalal)
Assi Levy – Haolam Mats'hik
Sharon Tal – The Exchange (Hahithalfut)
Asia Naifeld – Heder 514
Rivka Gur – Hayuta and Berl
2013
Sivan Levy – Shesh Peamim
Reymond Amsalem – Kidon
Reymond Amsalem – Tam idan hatmimut
Tali Sharon – Hahi shehozeret habaita
Rotem Zissman-Cohen – Makom be-gan eden
Yuval Scharf – The Wonders
2014
Dana Ivgy – Null Motivation – Willkommen in der Armee! (Efes beyahasei enosh)
Liron Ben-Shlush – Next to Her (At Li Layla)
Ronit Elkabetz – Get – Der Prozess der Viviane Amsalem (Get — Ha'mishpat shel Vivian Amsalem)
Levana Finkelstein – Am Ende ein Fest (Mita Tova)
Naomi Levov – Yona
Shira Haas – Princess
2015
Moran Rosenblatt – Hatuna MeNiyar
Netta Shpigelman – A.K.A Nadia (Nadia shem zmani)
Tamar Alkan – Haish Shebakir
Miryam Zohar – Tziporey Hol
Rotem Zissman-Cohen – Ha'milim ha'tovot
2016
Noa Koler – Eine, die sich traut (Laavor et hakir)
Lamis Ammar – Sandsturm (Sufat Chol)
Ania Bukstein – Lev shaket meod
Evgenia Dodina – Ein Tag wie kein anderer (Shavua ve Yom)
Lihi Kornowski – Haporetzet
2017
Shaden Kanboura – Bar Bahar
Noa Koler – Bayit Bagalil
Assi Levy – Ga'agua
Joy Rieger – Past Life
Neta Riskin – Aus nächster Distanz (Shelter)
2018
Sarah Adler – The Cakemaker (HaOfe MeBerlin)
Shira Haas – Broken Mirrors
Joy Rieger – Ein Betulot Bakraiot
Laliv Sivan – Erom
Stav Strashko – HaNeshef
2019
Liron Ben-Shlush – Isha Ovedet
Mariya Belkina – Golden Voices
Neta Elkayam – Mamy
Hani Furstenberg – The Golem
Nelly Tagar – Neffilot

### 2020–
2020
Alena Yiv – Asia
Ruba Blal – The Dead of Jaffa (Hametim shel yafo)
Naama Preis – God of the Piano
Joy Rieger – Sheifa lehaim
Nelly Tagar – Paris Boutique
2021
Juna Suleiman – Vayehi Boker
2022
Rita Shukrun – Karaoke
2023
Reymond Amsalem – Sheva Brachot